# Water of Leith
Le Water of Leith est la rivière principale d'Édimbourg, la capitale d'Écosse.

## Géographie
Sa source se trouve sur les pentes des Pentland Hills à West Lothian au-dessus du barrage Harperrig Reservoir par lequel il coule. Ensuite il serpente à travers tout Edimbourg, du faubourg Balerno dans le sud-ouest jusqu'au port de Leith au nord-est de la ville, où il se jette dans le Firth of Forth après 29 km. Son bassin versant couvre 117 km2.
Par extension, il désigne le nom du quartier qu'a habité Robert Louis Stevenson (écrivain voyageur).
Le port de Leith jouxte Édimbourg.

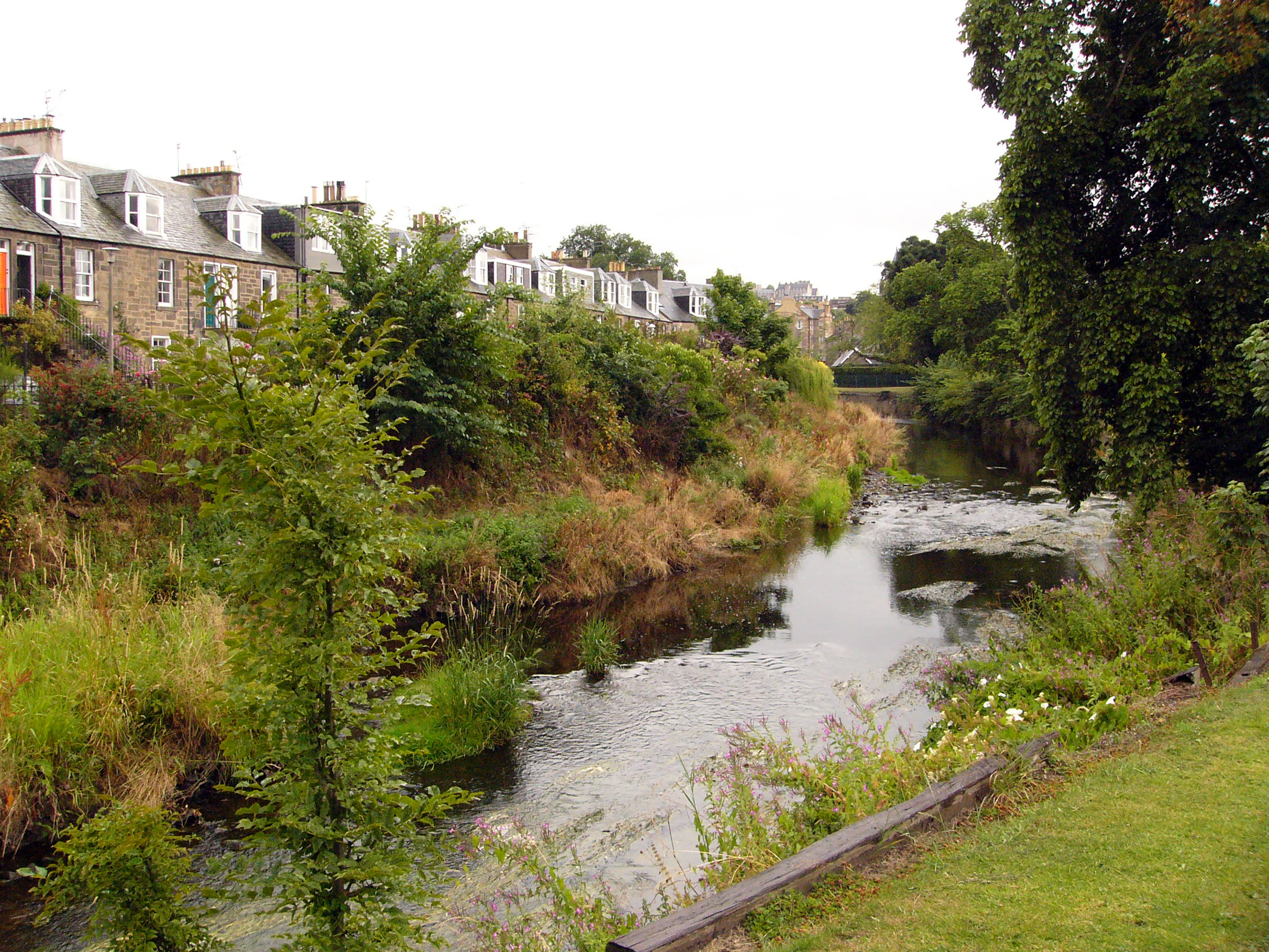
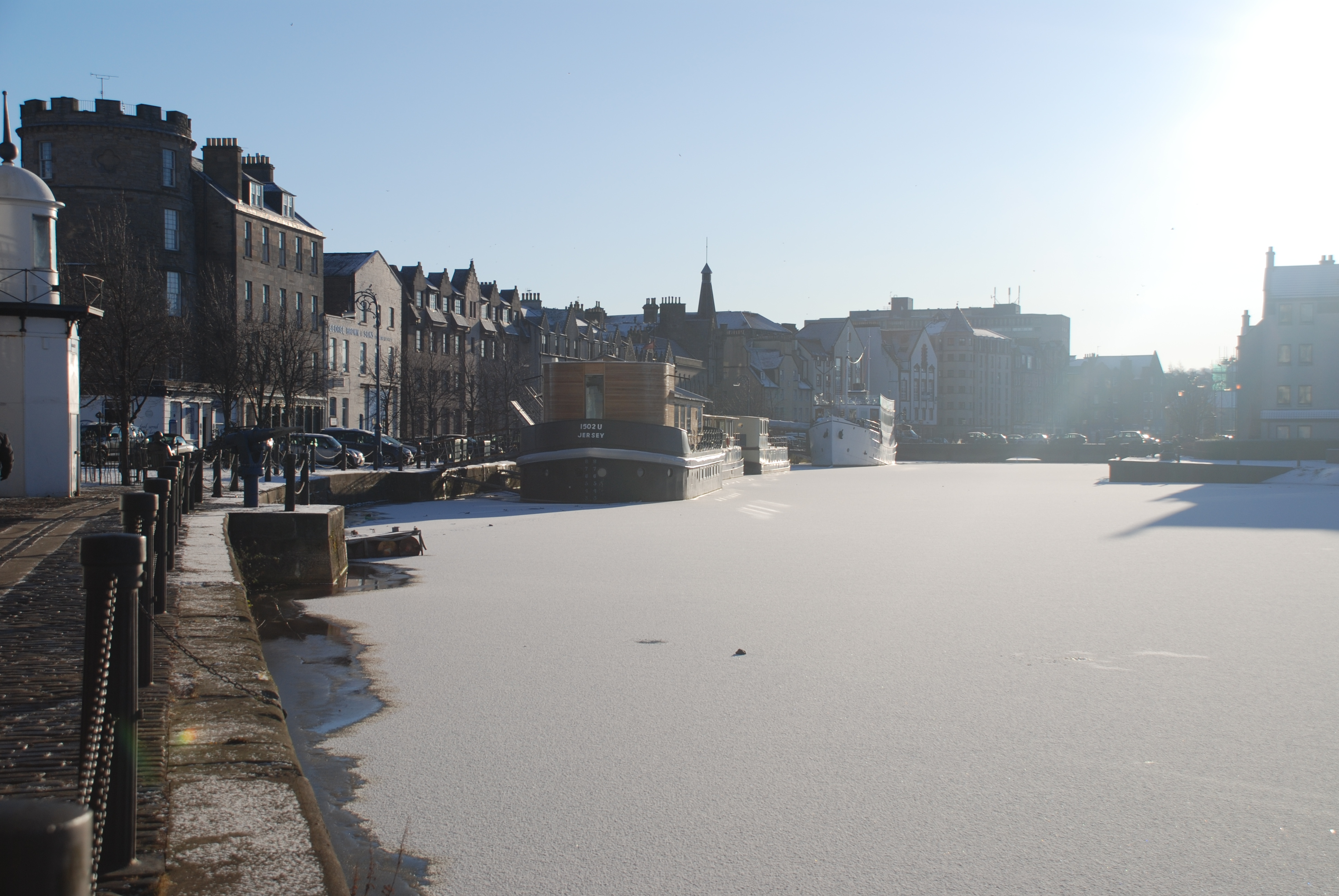
En hiver
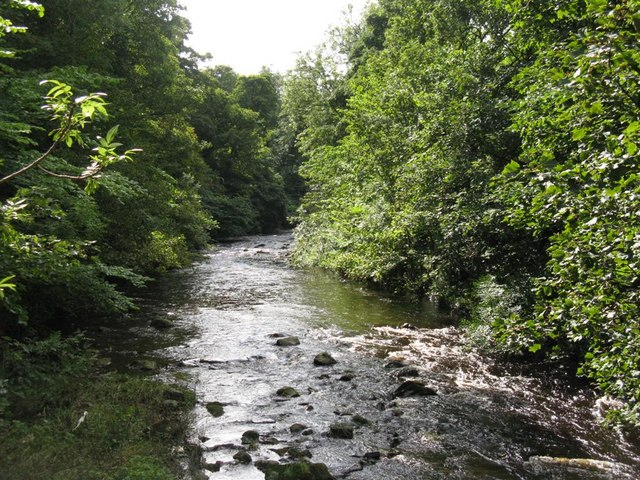
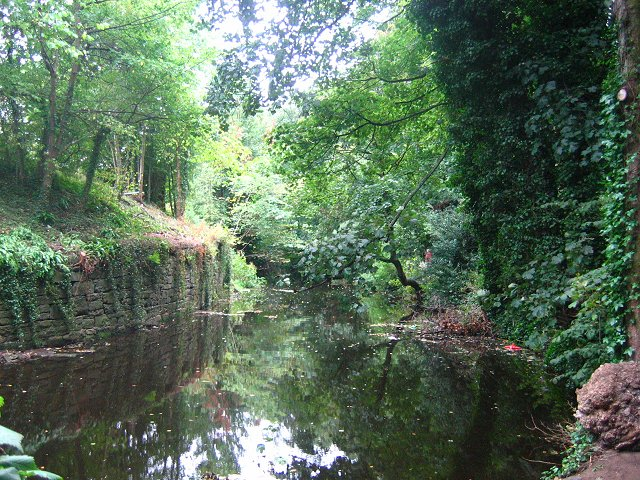
A Dean Village
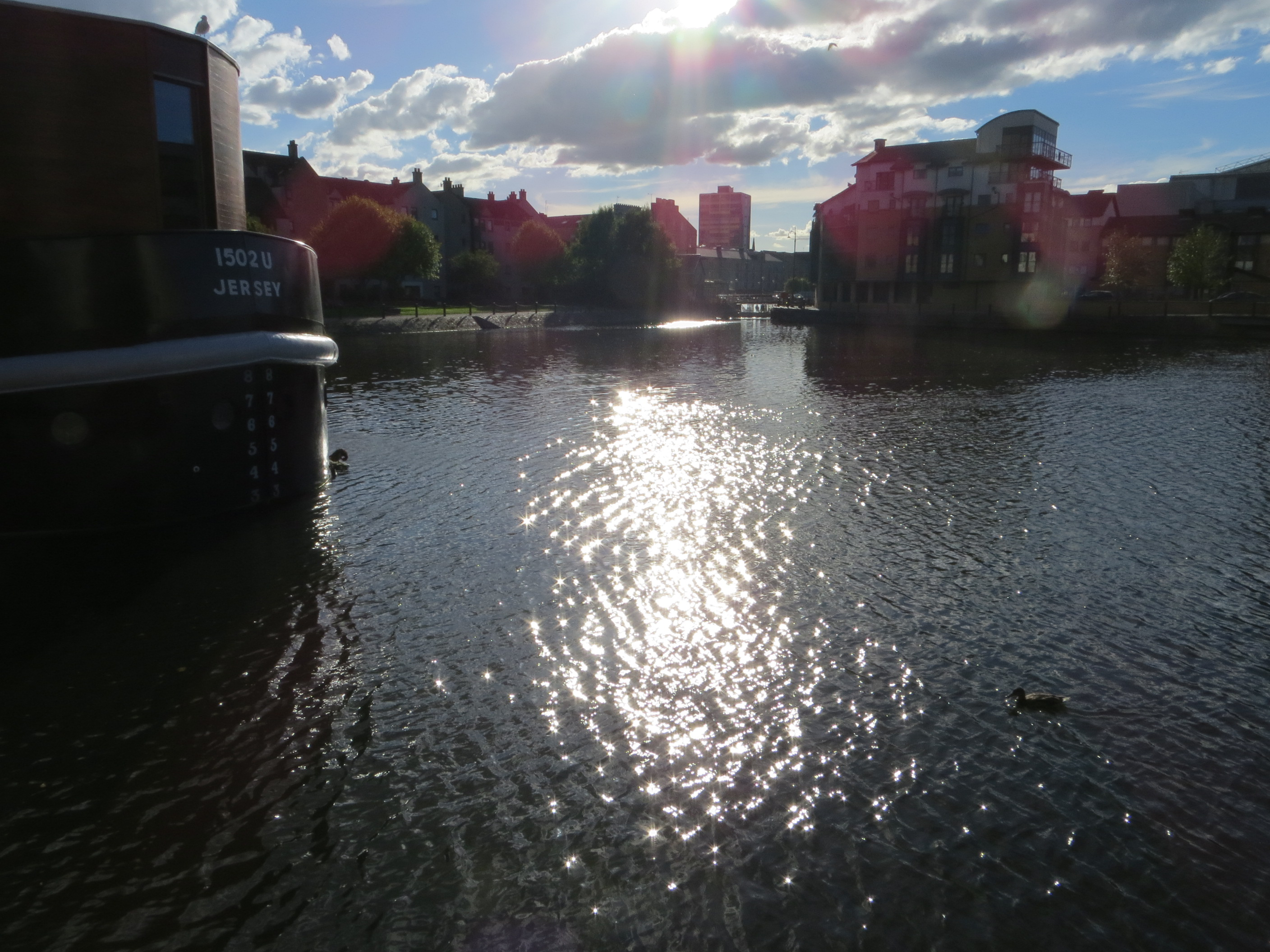
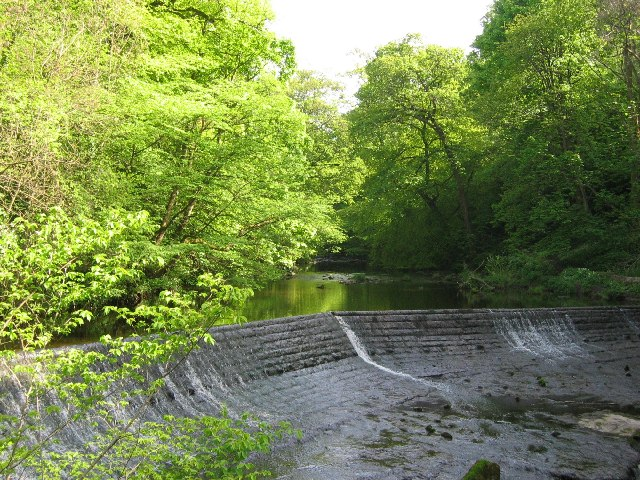
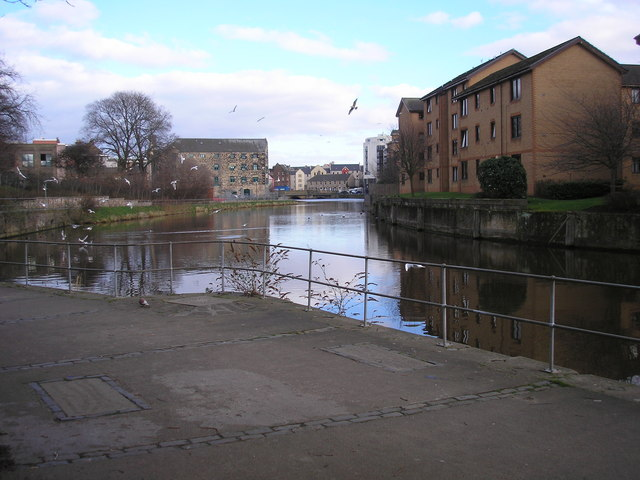